# Chrysanthemoides
Chrysanthemoides là một chi thực vật có hoa trong họ Cúc (Asteraceae).

## Loài
Chi Chrysanthemoides gồm các loài: